# Nidularium campo-alegrensis
Nidularium campo-alegrensis är en gräsväxtart som beskrevs av Elton Martinez Carvalho Leme. Nidularium campo-alegrensis ingår i släktet Nidularium och familjen Bromeliaceae. Inga underarter finns listade i Catalogue of Life.